# Света Богородица Влахернска (Влахерна)
 Тази статия е за църквата в Гърция.  За църквата в Истанбул вижте Света Богородица Влахернска (Цариград).  
„Света Богородица Влахернска“ е средновековна църква, която се намира в село Влахерна досами Арта.
Датира от периода на X – XIII век. Според някои източници църквата е построена в XIII век, а други датират първите фази на строителството ѝ към X век. Възстановена е в XIII век като трикорабна сводеста базилика. Във всеки от корабите има купол. Базиликата е украсена със стенописи, скулптури, мрамор и мозайки.
Църквата е погребална за членовете на династия Комнин Дука.